# Pittsburgh Jewish Chronicle
O Pittsburgh Jewish Chronicle é um jornal da região metropolitana de Pittsburgh, Pensilvânia, Estados Unidos.